# Казе Труфулоне (Пескара)
Казе Труфулоне (итал. Case Trufulone) је насеље у Италији у округу Пескара, региону Абруцо.
Према процени из 2011. у насељу је живело 34 становника. Насеље се налази на надморској висини од 111 м.